# Nagel (Fichtelgebirge)
Nagel település Németországban, azon belül Bajorországban. Lakosainak száma 1720 fő (2023. december 31.).

## Népesség
A település népessége az elmúlt években az alábbi módon változott:
| Lakosok száma | 1775 | 2311 | 2000 | 1825 | 1772 | 1693 | 1727 | 1730 | 1687 | 1720 |
|               | 1875 | 1950 | 1975 | 1987 | 2012 | 2014 | 2016 | 2017 | 2021 | 2023 |

A település részei:
| - Hohenbrand - Lochbühl - Mühlbühl - Nagel - Ölbühl | - Reichenbach - Reissingerhöhe - Steinloh - Wurmloh |